# Distrito de Burgenland (hasta 2007)
El distrito de Burgenland (en alemán Burgenlandkreis) pertenece al estado federado de Sajonia-Anhalt (Alemania). Tiene una superficie de 1.414 km²  y su sede está situada en la ciudad de Naumburgo (Saale).

## Geografía
El distrito de Burgenland se ubica al sur del estado federado de Sajonia-Anhalt y posee características comunes con el estado de Turingia. El paisaje se ve dominado por los ríos Saale, Unstrut y Weißer Elster. En la región existe una comarca vitivinícola denominada Saale-Unstrut-Region.
Los distritos vecinos al norte son el distrito de Merseburgo-Querfurt y el distrito de Weißenfels, al noroeste el distrito de la Comarca de Leipzig del estado de Sajonia, al este el distrito de la Comarca de Altemburgo de Turingia, al sur igualmente la ciudad independiente (kreisfreie Stadt) de Gera, así como los distritos de Greiz, Saale-Holzland y la Comarca de Weimar y al oeste tiene frontera con los distritos de Sömmerda y Kyffhäuser del estado federado de Turingia.

## Composición del distrito
(Habitantes al 31-12-2015)